# 张勇 (上海企业家)
张勇（1972年—），中国企业家，前阿里巴巴集团首席执行官。花名为“逍遥子”。

## 生平
1972年出生于上海，毕业于上海财经大学。毕业后先于巴林银行任职直到其破产,1995-2002在前5大会计事务所之一的安达信工作直到公司卷入美国“安然丑闻事件”而倒闭并入普华永道后担任普华永道审计和企业咨询师。2005年加入盛大担任首席财务官。2007年加入阿里巴巴集团担任淘宝首席财务官，之后出任淘宝首席运营官。2011年被任命为天猫总裁。期间创建光棍节营销模式，总销售量超过黑色星期五和網路星期一的总和。 2013年被任命为阿里巴巴集团首席运营官，2015年接替陆兆禧担任阿里巴巴集团首席执行官 2018年9月10日，时任阿里巴巴集团董事长马云宣布一年之后，也即是2019年9月10日将卸任董事长，改由张勇接任。2023年6月，張勇卸任阿里巴巴控股集团董事会主席兼CEO职务。之後出任阿里云智能集团董事长兼CEO。2025年8月，任港交所旗下中国业务咨询委员会成员。

### 阿里巴巴董事長
任內大事：
- 涉嫌垄断：2020年国家市場監管總局調查阿里巴巴「二選一」行為[13]。2021年被行政处罚182.28亿元[14]。

- 2021年阿里巴巴员工被领导强奸案。[15]